# Tri Chu
Hélio Bruno Ribeiro dos Santos (Luanda, 1 de maio de 1978), conhecido profissionalmente como Tri Chu (3XU), é um empresário, promotor e produtor de eventos angolano. Nascido em Ingombota, Luanda, estabeleceu-se 
no setor de entretenimento, organizando eventos em Angola e Portugal. É fundador e CEO (Diretor Executivo) da Show Business Ltda, e o fundador do Festival Siga La Luna.

## Carreira
Tri Chu (3XU) iniciou sua trajetória profissional em 1999, trabalhando em eventos festivos em Lisboa, Portugal. Em 2000, integrou a equipe de relações públicas da discoteca africana "Luanda", localizada em Lisboa. A partir de 2001, começou a realizar seus próprios eventos, ganhando notoriedade pela organização de festas de verão e pelo contato com diversas figuras proeminentes da cena cultural angolana, incluindo músicos e artistas em ascensão. Entre 2006 e 2013, Tri Chu dividiu seu tempo entre Angola e Portugal, organizando eventos tanto em Benguela quanto em Lisboa. Nessa fase, promoveu festas populares como o "Carnaval do Arraso" e o "Bumbum Dourado", trabalhando com importantes DJs angolanos. Sua influência permitiu abrir portas para o público africano em eventos anteriormente restritos em Portugal, aumentando sua visibilidade na cena internacional. Em 2003, Tri Chu cofundou a organização "3XU" com DJ Calas e Sing, que se tornou conhecida por suas turnês intituladas "3XU on Road", que se destacaram por suas decorações impactantes e inovações no setor de eventos. 

## Retorno a Angola
Tri Chu (3XU) retornou a Angola em 2003, onde passou a organizar eventos anuais no verão de dezembro. Em 2006, começou a trabalhar para discotecas renomadas em Luanda, como "Aquário" e "Chiwawa". Em 2009, lançou o evento "Bumbum Dourado", que ganhou grande visibilidade, sendo realizado em locais como Londres, França e Dubai. No entanto, o evento foi temporariamente proibido pela governadora da província do Huambo, Francisca dos Santos. No período de 2010 a 2013, Tri Chu (3XU) foi responsável pela discoteca Dom Q e expandiu sua atuação na produção de eventos, adquirindo equipamentos logísticos necessários para suas produções. Durante esse tempo, estabeleceu conexões com importantes produtores angolanos, como DJ Latifa (Namibe), Walter Tchipingue (Huambo) e Miguel Lemos (Lubango), fortalecendo sua rede de colaboradores.

## Siga la Luna
Em 2016, Tri Chu fundou o festival Siga La Luna, um evento de grande destaque em Angola. Com uma média de 14 edições por ano, o festival atrai entre 4.000 e 12.000 participantes por edição e ocorre em várias províncias angolanas, incluindo Luanda, Benguela, Huambo, Cuanza Sul, Huíla e Namibe. "Siga la Luna" é uma plataforma que contribui para o desenvolvimento do turismo, cultura e economia local, além de proporcionar visibilidade para empresas parceiras.

## Vida Pessoal
Tri Chu vive em união de facto com Neide Gomes, com quem tem quatro filhos. Ele é o CEO da empresa Showbusiness Lda, responsável pela organização de diversos eventos no setor de entretenimento em Angola. Além de produtor de eventos, também atua como empresário, investindo em diferentes setores da economia. 